# Цикл Ренкина

Цикл Ре́нкина — термодинамический цикл преобразования тепла в работу с помощью рабочего тела, претерпевающего фазовый переход жидкость-пар (испарение), приводящий к повышению давления, и обратный фазовый переход пар-жидкость (конденсация), обеспечивающий понижение давления. В качестве рабочего тела используется вода, ртуть, различные фреоны, легкокипящие углеводороды и другие вещества. Перепад давления позволяет совершать механическую работу, например вращение турбины.

## История
Цикл Ренкина был предложен в середине XIX века инженером и физиком У. Ренкином.
По состоянию на начало 2000-х годов по циклу Ренкина в разных его вариациях, с использованием паровых турбин, вырабатывалось около 90 % всей электроэнергии, потребляемой в мире, включая паросиловые установки солнечных, атомных, а также тепловых электростанций, использующих в качестве топлива мазут, газ, уголь или торф.
Цикл Ренкина используется также в радиоизотопных электрогенераторах, а обратный цикл Ренкина — самый распространенный цикл холодильной машины, по которому работают компрессорные холодильные машины (холодильники, кондиционеры, чиллеры, и так далее)

## КПД цикла
Термодинамические исследования цикла Ренкина показывают, что его эффективность в большей степени зависит от разности величин начальных и конечных параметров (давления и температуры) пара. КПД цикла Ренкина {\displaystyle \eta } выражается:
{\displaystyle \eta ={\frac {q_{1}-q_{2}}{q_{1}}}={\frac {l_{a}^{T}-l_{a}^{H}}{q_{1}}}.}

## Процессы

Диаграмма поведения температуры и энтропии теплоносителя в цикле Ренкина (T-S-диаграмма цикла).

Цикл Ренкина с водой в качестве рабочего тела состоит из следующих процессов:
- Линия 1—2 (адиабата) — стадия, на которой собственно часть внутренней энергии пара преобразуется в механическую работу {\displaystyle {l_{a}^{T}}}. Тут происходят расширения пара и снижение его температуры. Этот процесс происходит в паровой машине или в паровой турбине. В идеальном случае этот процесс является изоэнтропийным. В реальности процесс происходит с увеличением энтропии, работа в этом процессе равна разности энтальпий между состояниями 1 и 2. Такая турбина, на которой расширяющийся газ теряет внутреннюю энергию в пользу механической энергии вращения турбины, называется турбодетандер.

- Линия 2—3 (изотерма и изобара одновременно) — стадия конденсаци отработавшего пара при низком давлении, с отводом теплоты {\displaystyle {q_{2}}} в конденсаторе. Теплота отводится либо охлаждающей конденсатор водой (циркуляционной водой), либо воздухом, нагнетаемым вентилятором, если применяется конденсатор воздушного охлаждения. Отведенная теплота равна разности энтальпий между состояниями 2 и 3. На этой стадии ключевым является именно фазовый переход теплоносителя, возвращение его в жидкую фазу.

- Линия 3—4 (адиабата) — Сжатие жидкого рабочего тела до высокого давления в котле, с затратой работы {\displaystyle {l_{a}^{H}}} в питательном насосе. Обычно это секционный центробежный насос. Также, в идеальном случае этот процесс является изоэнтропийным, в реальности же протекает с изменением энтропии, и является необратимым (на T-S-диаграмме реальная адиабата бы выглядела как отрезок, имеющая угол наклона к оси, по которой откладывается значение энтропии, не равный 90°, в то время как идеальный и обратимый адиабатический процесс — изоэнтропа — выглядит как отрезок, перпендикулярный к оси энтропии). Работа, необходимая для повышения давления жидкого рабочего тела, многократно меньше, чем работа, которая совершается газообразным рабочим телом в турбине за счёт понижения его давления (работа равна произведению давления на объем, а объем жидкой воды в десятки раз меньше объема пара). Привод насоса может быть как от электродвигателя (как правило высоковольтный (6 или 10 кВ) асинхронный быстроходный (синхронная скорость 3000 об/мин), серии 4АЗМ или подобный, реже синхронный, через цилиндрический редуктор и гидромуфту), это питательный электронасос (ПЭН), либо от специально предназначенной приводной паровой турбины (в данном случае привод прямой, гидромуфта не требуется, поскольку скорость вращения насоса регулируется расходом пара через приводную турбину) на энергоблоках большой мощности (более 150 мегаватт), это питательный турбонасос (ПТН).

- Линии 4—5—6—1 изобары — стадии, на которых происходит догрев (в экономайзере) до температуры насыщения и испарение воды (перевод в состояние влажного пара, затем сепарация пара от капель воды с повышением степени сухости), а затем перегрев пара в пароперегревателе. В этом процессе затрачивается теплота {\displaystyle {q_{1}}}. Происходит в паровом котле, в активной зоне реактора или в парогенераторе. На АЭС с большинством типов энергетических реакторов (РБМК, ВВЭР, BWR, CANDU) перегрева пара не происходит, происходит только сепарация пара и сепарация после ЦВД паровой турбины. Подведённая теплота равна разности энтальпий между состояниями 4 и 1.

## Применение
Цикл Ренкина повсеместно применяется в современных тепловых и атомных электростанциях большой мощности, использующих в качестве рабочего тела воду. Паровоз с тендером-конденсатором также работает по этому термодинамическому циклу.

## Обратный цикл Ренкина
При прохождении рабочим телом цикла Ренкина в обратном направлении (1—6—5—4—3—2—1) он описывает рабочий процесс холодильной машины с двухфазным рабочим телом (то есть, претерпевающим в ходе процесса фазовые переходы от газа к жидкости и обратно).
Холодильные машины, работающие по этому циклу, с фреоном в качестве рабочего тела широко используются на практике в составе бытовых холодильников, кондиционеров и промышленных холодильников с температурой охлаждаемой камеры до −40 °C. Как правило, процесс расширения в обратном цикле Ренкина происходит без совершения работы (дросселирование — необратимый адиабатный процесс)

## Варианты цикла Ренкина

### Цикл Ренкина с подогревом питательной воды
Цикл паротурбинной установки, в котором питательная вода до её поступления в котельный агрегат подвергается предварительному нагреву паром, отбираемым из промежуточной ступени паровой турбины. Подогрев реализуется посредством специального теплообменника — регенеративного подогревателя, высокого или низкого давления (ПВД и ПНД). Наиболее широко распространённый в теплоэнергетике термодинамический цикл, причём подогрев осуществляется в несколько ступеней (на АЭС применяют один ПНД и промежуточный перегрев пара за счёт отбора с ЦВД, в атомной энергетике паровые турбины работают на насыщенном паре, за исключением реакторов с ЖМТ-теплоносителями), некоторые паровые турбины на тепловых электростанциях имеют встроенный в конденсатор пучок подогревателя низкого давления, как самую первую ступень регенерации. КПД цикла также повышает использование теплофикационных отборов пара (как правило, подогрев сетевой воды в бойлерах, в которые поступает пар теплофикационных отборов, происходит в две ступени), таким образом, в атмосфере рассеивается просто так лишь 10 % произведённой при сжигании топлива тепловой энергии, с учётом утилизации тепла дымовых газов на подогрев питательной воды и подогрев воздуха, подаваемого на горелочные устройства с помощью воздухоподогревателя в конвективной шахте и регенеративного воздухоподогревателя (РВП).

### Иные рабочие вещества, применяемые в цикле Ренкина
В так называемом органическом цикле Ренкина вместо воды и водяного пара используются органические жидкости, например н-пентан или толуол. За счет этого становится возможным использовать источники тепла, имеющие низкую температуру, например солнечные пруды (Solar pond), которые обычно нагреваются до 70—90 °C. Термодинамическая эффективность подобного варианта цикла невелика из-за низких температур, однако низкотемпературные источники тепла значительно дешевле высокотемпературных. Геотермальная электростанция Ландау в Германии в качестве рабочего тела использует изопентан.
Также цикл Ренкина может быть использован с жидкостями, имеющими более высокую температуру кипения, чем вода, для получения большей эффективности. Примером таких машин является турбина, работающая на парах ртути, используемая как высокотемпературная часть в ртутно-водяном бинарном цикле ртутно-паровая турбина).